# تروفونیوس

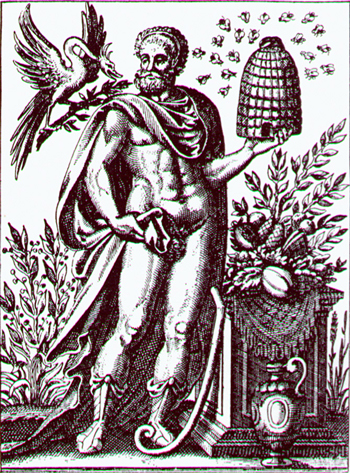
تروفونیوس

تروفونیوس (انگلیسی: Trophonius) قهرمان یونانی در اسطوره‌شناسی یونانی یا دایمون (اسطوره) یا خدا - هرگز مشخص نبود کدام یک - با سنت اسطوره‌ای غنی و فرقه‌ای عبادی در لیوادیا در بوئوتیا، یونان.